# Dispersionsprisma

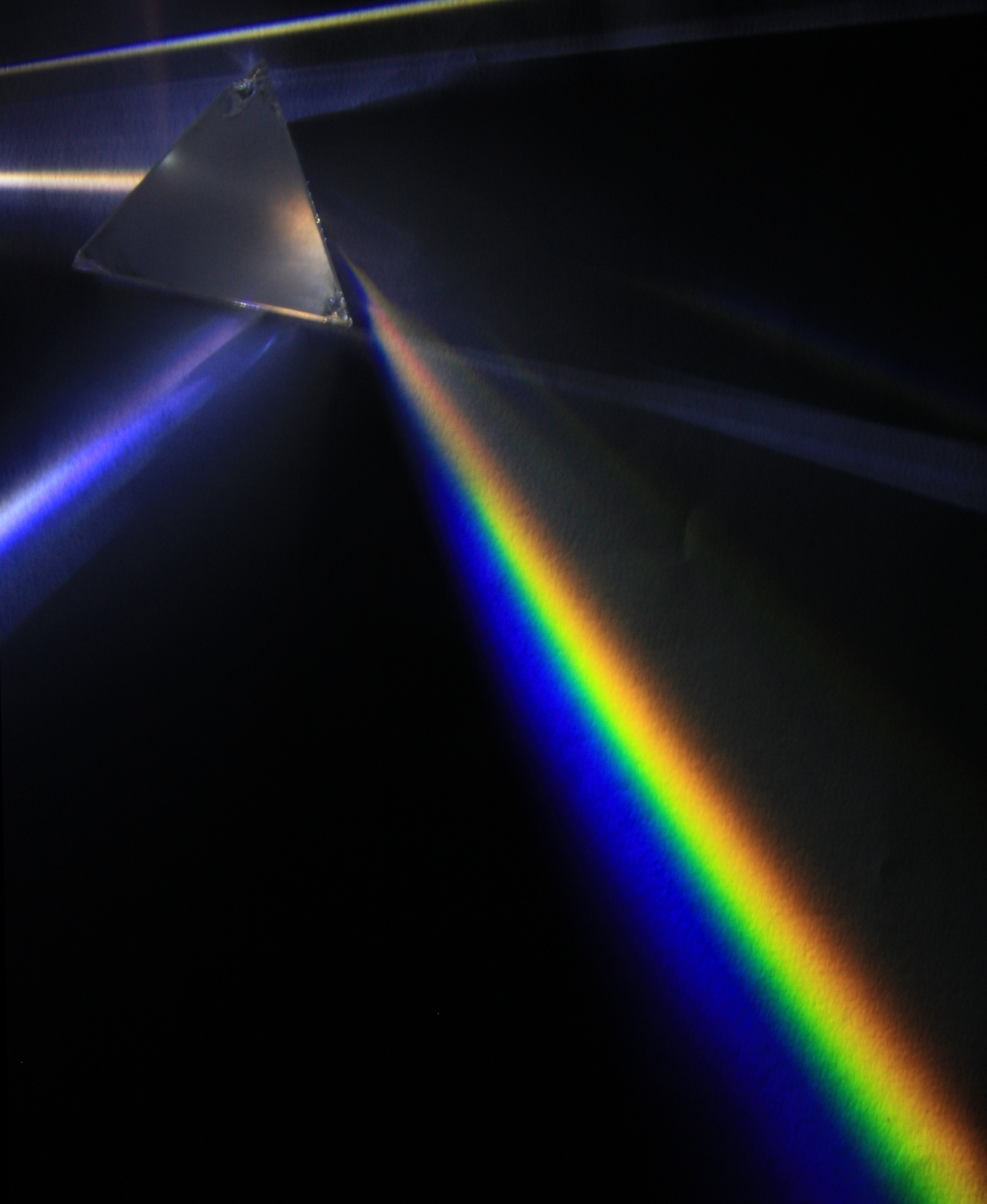
Dreieckiges Dispersionsprisma spaltet Licht in seine Spektralfarben

Dispersionsprismen sind eine Gruppe von optischen Prismen, deren Funktion die Abhängigkeit der Brechung von der Wellenlänge des Lichts ausnutzt. Sie werden unter anderem zur Erzeugung von Lichtspektren eingesetzt, zum Beispiel in einem Prismenspektrometer.

## Funktionsweise und Typen

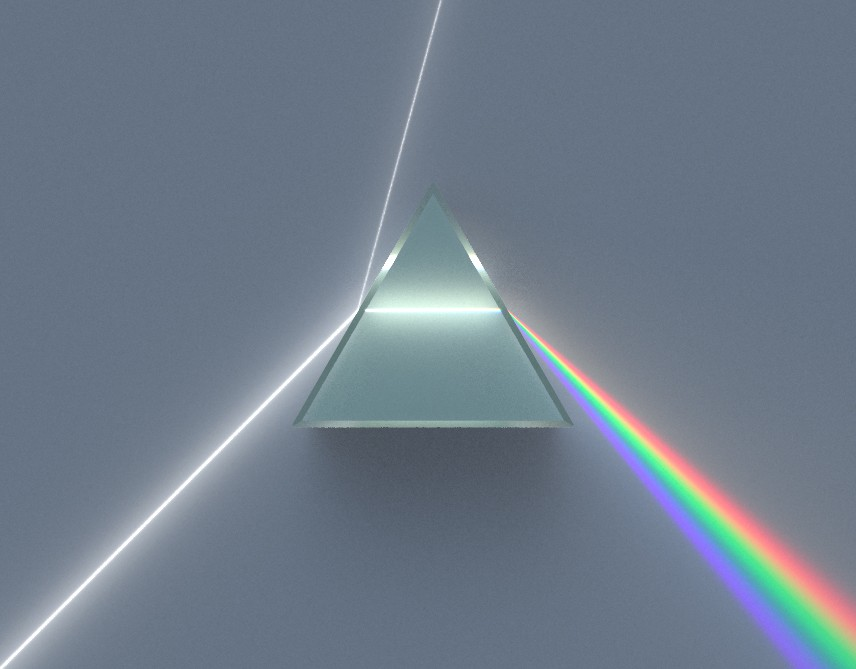
Farbzerstreuung durch ein 60°-Prisma

Fällt ein Lichtstrahl auf die Grenzfläche von Luft und Prisma, wird der Lichtstrahl aufgrund der unterschiedlichen Ausbreitungsgeschwindigkeit des Lichts in den Medien gebrochen. In einem Medium mit von Null verschiedener Dispersion hängt der Brechungsindex von der Wellenlänge des Lichts ab. Daher erfährt bei einem mehrfarbigen Lichtstrahl jede Wellenlänge eine andere Ablenkung. Das gebrochene Licht breitet sich daher von der Eintrittsstelle her als divergierendes Lichtbündel aus.
Dieser Effekt findet analog dazu auch an der Austrittsfläche des Lichtstrahls statt. Das führt dazu, dass sich bei parallelen Ein- und Austrittsflächen die Strahldivergenz und Aufspaltung aufhebt. In einem Dispersionsprisma sind Ein- und Austrittsflächen gegeneinander in der Form geneigt, so dass es nach dem Durchgang zu einem divergierenden Strahlenbündel und einer spektralen Aufspaltung kommt.
Die einfachste und gleichzeitig häufig eingesetzte Form eines Dispersionsprismas ist ein optisches Prisma mit dreieckiger Querschnittsfläche. Darüber hinaus gibt es eine Vielzahl von weiteren Geometrien, die als Dispersionsprisma eingesetzt werden. Darunter befinden sich auch Prismen, bei denen der Lichtstrahl an einer oder mehr Flächen reflektiert wird (metallische Reflexion und auch Totalreflexion), beispielsweise beim Littrow-Prisma oder dem Pellin-Broca-Prisma.
Dispersionsprismen besonderer Bauform sind zum Beispiel:
- Das Geradsichtprisma besteht aus einer Aneinanderreihung einfacher Dreikant-Prismen mit unterschiedlichen Materialeigenschaften.
- Das Pellin-Broca-Prisma ist ein Vierkant-Prisma mit einer zusätzlichen inneren Totalreflexion für 90°-Ablenkung des divergierenden Lichtbündels. Es eignet sich als Brewster-Prisma zur verlustfreien Umlenkung linear polarisierten Lichts.

## Anwendungen

### Monochromator
In Spektrometern werden Dispersionsprismen verwendet, um für eine bestimmte Wellenlänge eine konstante, minimale Ablenkung zu erzeugen. Durch die spektrale Aufspaltung des Lichts kann nach dem Durchgang durch das Prisma eine bestimmte Wellenlänge ausgewählt werden, beispielsweise über eine Schlitzblende. Durch Drehung des Prismas in der Querschnittsebene lässt sich zudem die Wellenlänge des Lichts mit minimaler Ablenkung ändern und können daher als Monochromator (Prismenmonochromator) eingesetzt werden. Beispiele sind das Littrow-Prisma und das Pellin-Broca-Prisma.
In ähnlicher Funktion werden Dispersionsprismen in modernen spektralen Ellipsometern eingesetzt. Um kürzere Messzeiten für ein Spektrum zu erzielen, wird hierbei zuerst mehrfarbiges Licht (nicht monochromatisches Licht) auf eine Probe gestrahlt. Das von der Probe reflektierte Licht wird anschließend in einem Prisma spektral aufgespalten und das Farbspektrum über eine CCD-Zeile zeitgleich gemessen.

### Ablenkung monochromatischen Lichts
Um die Dispersion eines Materials zu bestimmen, wird die Ablenkung verschiedenen monochromatischen Lichts gemessen. Ein Strahl solchen Lichts tritt aus dem Prisma unzerlegt heraus. Sein Austrittswinkel und damit seine Ablenkung sind eindeutig. Bei entsprechenden Messungen wird der symmetrische Lichtdurchgang angewendet, bei dem die Ablenkung minimal und mit der folgenden einfachen Formel beschreibbar ist:
{\displaystyle n={\frac {\sin {\frac {\delta _{\min }+\varepsilon }{2}}}{\sin {\frac {\varepsilon }{2}}}}}
mit: n = Brechungsindex des Materials für das verwendete Licht
{\displaystyle \delta _{\min }} = minimaler Ablenkungswinkel
{\displaystyle \varepsilon } = Prismenwinkel an der brechenden Kante
Eine entsprechende Messeinrichtung ist ein Goniometer-Spektrometer.

### Kombination von einzelnen Dispersionsspektren
Durch die Kombination zweier oder mehr Dispersionsprismen lassen sich neben der spektralen Aufspaltung des Lichts weitere Funktionen realisieren, beispielsweise ein insgesamt achromatisches oder ein für eine bestimmte Wellenlänge nicht ablenkendes Verhalten.
Ein achromatisches Verhalten bei einem Prisma bedeutet, dass es nach dem Durchgang der Anordnung keine Winkeldispersion für unterschiedliche Wellenlängen gibt, das heißt, die unterschiedlich farbigen Lichtstrahlen divergieren nicht weiter, sondern verlaufen parallel zueinander. Dies kann beispielsweise durch die Kombination eines 60°-Prismas aus Kronglas und eines halben 60°-Prismas aus Flintglas realisiert werden. Ein Dispersionsprisma mit dieser Wirkung wird als achromatisches Prisma bezeichnet.
Andere Kombination können hingegen als Geradsichtprisma verwendet werden. Bei diesem Typ von Dispersionsprismen wird eine verschwindende Ablenkung für eine bestimmte Wellenlänge erzielt. Die Winkeldispersion bleibt jedoch erhalten. Eine typische Anordnung ist die Aneinanderreihung einfacher Dreikant-Prismen mit unterschiedlichen Materialien, beispielsweise Kron- und Flintglas.